# 주택도시보증공사
주택도시보증공사(住宅都市保證公社, Korea Housing & Urban Guarantee Corporation)는 각종 보증업무 및 정책사업 수행과 기금의 효율적 운용ㆍ관리를 통하여 주거복지 증진과 도시재생 활성화를 지원함으로써 국민의 삶의 질 향상에 이바지함을 목적으로 설립된 준시장형 공기업이다. 약칭 HUG.
1993년 4월 주택사업공제조합으로 설립되어 1999년 6월 대한주택보증(주)로 전환설립등기하여 현재에 이르고 있다. 2014년 말 부산 문현금융단지 부산국제금융센터로 이전하였다.
주택도시기금의 전담운용기관으로 지정되어 2015년 7월 1일 주택도시보증공사로 출범하였다.

## 설립 근거
- 주택도시기금법

## 주요 업무
- 보증업무: 주택분양보증, 주택사업금융(PF)보증, 임대보증금보증 등 주택관련 보증업무
- 보증이행: 주택사업자가 부도나 파산했을 경우, 주택사업자를 대신해 공사를 완료해 분양대금 반환의 보증책임 이행
- 채권관리 및 신용평가: 주채무자의 채무 불이행시 채권의 회수와 보증거래업체의 신용도 평가업무
- 주택성능등급 안정: 정부로부터 주택성능등급 인정기관으로 지정받아 주택의 성능등급 평가, 품질향상 기여
- 주택기금업무 수행: 주택도시기금 전담 운용기관으로 각종 기금 업무 수행
- 부동산 관련 정보 제공

## 보증상품 구성

### 개인보증
- 「주택구입자금보증」

분양계약자가 주택의 분양을 위해 주택구입자금(계약금, 중도금, 잔금)을 금융기관으로부터 대출받고자 하는 경우에 이용하는 보증상품
- 「정비사업자금대출보증」

조합(조합원)이 금융기관으로부터 재개발·재건축의 필요자금(이주비, 부담금, 사업비)을 조달할 때 이용하는 상품으로, 금융기관에 대출원리금 상환을 책임지는 보증상품
- 「주택임차자금보증」

임대주택의 입주예정자가 주택임차자금(계약금, 중도금, 잔금)을 금융기관으로부터 대출받고자 하는 경우에 이용하는 보증상품
- 「임대주택매입자금보증」

임대주택법 제6조에 의하여 등록한 임대사업자가 매입임대사업을 목적으로 금융기관으로부터 대출받는 자금의 상환을 책임지는 보증
- 「국민주택기금전세자금대출보증」

임차인이 국민주택기금을 재원으로 하는 오피스텔 전세자금을 기금수탁은행(우리, 신한, 하나, 기업, 농협)에서 대출을 받고자 하는 경우 이용하는 보증상품
- 「전세임대주택전세보증금반환보증」

기존주택 전세임대사업 시행자가 전 세계약 체결을 위해 임대인에게 납입한 전세보증금을 계약기간 종료이후 상환받지 못하는 경우 회사가 임대인의 보증금 상환의무를 보증하는 상품
- 「리모델링자금보증」

조합(조합원)이 금융기관으로부터 리모델링사업의 필요자금(이주비, 부담금, 사업비)을 조달할 때 이용하는 상품으로 금융기관에 대출 원리금 상환을 책임지는 보증
- 「임차료지급보증」

월세임대차계약을 체결한 임차인이 임대인에 지급하여야 할 월 임대료가 연체되는 경우 임차인이 임대인에게 지급하기로 약정한 월임차료를 보증하는 상품
- 「전세보증금반환보증」

임차인의 전세보증금을 안전하게 책임지는 대한주택보증의 보증상품

### 기업보증
- 「주택사업금융(PF)보증 」

주택건설사업의 미래 현금수입 및 사업성을 담보로 주택건설사업자가 대출받는 토지비등 사업비에 대한 주택사업금융의 원리금 상환을 지급보증 하는 상품
- 「조합주택시공보증」

주택조합이 시행하는 주택건설사업의 시공자가 파산 등의 사유로 당해 주택에 대한 시공책임(착공신고일부터 사용검사일까지의 공사이행책임을 의미함)을 이행할 수 없게 되는 경우에 시공을 이행하거나 보증약관에서 정하는 주택조합의 손해금의 지급을 책임지는 보증
- 「인허가보증 」

사업주체가 주택사업과 관련하여 국가, 지방자치단체 등으로부터 인.허가를 받을 경우에 관계법령(구체적 근거가 있는 경우에 한함)에 의하여 부담하여야 할 시설물설치, 원상회복 및 기타 인ㆍ허가조건의 이행책임에 대한 보증
- 「감리비 예치보증 」

사업주체가 주택사업의 감리와 관련하여 감리자에게 지급하여야 할 감리비의 지급책임에 대한 보증
- 「주택분양보증 (사업주체가 파산한 경우) 」

사업주체가 파산 등의 사유로 분양계약을 이행할 수 없게 되는 경우 당해 주택의 분양의 이행 또는 납부한 계약금 및 중도금의 환급(입주자의 3분의 2 이상이 원하는 경우에 한함)을 책임지는 보증
- 「주상복합주택분양(건축주가 파산한 경우) 」

사업주체가 파산 등의 사유로 임대계약을 이행할 수 없게 되는 경우 당해 주택의 임대의 이행 또는 납부한 계약금 및 중도금의 환급(입주자의 3분의 2 이상이 원하는 경우에 한함)을 책임지는 보증
- 「주택임대보증(사업주체가 파산한 경우) 」

사업주체가 파산 등의 사유로 임대계약을 이행할 수 없게 되는 경우 당해 주택의 임대의 이행 또는 납부한 계약금 및 중도금의 환급(입주자의 3분의 2 이상이 원하는 경우에 한함)을 책임지는 보증
- 「하도급대금지급보증 (하도급 계약관련) 」

하도급계약과 관련하여 시공자가 미지급한 하도급대금의 지급을 책임지는 보증
- 「임대보증금보증 (임대보증금을 반환하지 않는경우) 」

임대사업고객이 임대보증금을 반환하지 않는 경우 보증채권자에게 임대보증금의 지급을 책임지는 보증
- 「 하자보수보증 (하자보수를 하지 않을 경우)」

사업주체 또는 시공자가 하자보수를 하지 않을 경우 하자보수를 이행하거나 하자보수비용 지급을 책임지는 보증

## 연혁
- 1993년 4월: 설립인가, 설립등기
- 1999년 5월: 대한주택보증주식회사 전환 설립등기
- 2015년 7월: 주택도시보증공사 출범

## 조직
- 주주총회
- 이사회
- 감사실

### 주택도시보증공사장
- 홍보비서실
- 리스크관리실

#### 경영전략본부
- 기획조정실
- 일자리창출전략처
- 인사처
- 경영관리처
- 정보운영처
- 기금정보처
- 주택도시금융연구원

#### 금융사업본부
- 금융기획실
- 심사평가처
- PF금융1센터
- PF금융2센터
- 정비사업금융1센터
- 정비사업금융2센터
- 서울서부지사
- 서울북부지사
- 서울동부지사
- 서울남부지사
- 부산울산지사
- 대구경북지사
- 광주전남지사
- 대전충남지사
- 충북지사
- 경남지사
- 전북지사
- 경기지사
- 강원지사
- 제주출장소

#### 자산관리본부
- 채권관리실
- 보증이행처
- 서울북부관리센터
- 서울서부관리센터
- 서울동부관리센터
- 영남관리센터
- 중부관리센터

#### 주택도시기금본부
- 기금관리실
- 기금지원처
- 도시재생기획처
- 도시재생운용처
- 도시재생지원처
- 임대주택지원처
- 서부도시금융센터
- 동부도시금융센터
- 남부도시금융센터
- 임대주택금융1센터
- 임대주택금융2센터